# Хилько, Раиса Алексеевна
Раи́са Алексе́евна Хилько́ (*21 сентября 1950, Днепропетровск, УССР) — украинская советская артистка балета, прима-балерина, затем балетмейстер-репетитор Национального академического театра оперы и балета Украины имени Тараса Шевченко. Народная артистка УССР (1978).

## Биография
Раиса Хилько родилась 21 сентября 1950 в городе Днепропетровск в семье рабочих. Отец — Алексей Николаевич (1903 – 1973) — работал первым горновым на Днепровском металлургическом заводе. Мать — Лидия Николаевна (1913 – 1993), ветеран труда.
Танцевать Раиса начала во Дворце пионеров г. Днепропетровска, где педагоги, видя несомненные способности девочки, посоветовали родителям дать ей возможность учиться балету профессионально.
Окончила в 1968 году Киевское хореографическое училище, класс педагога Верекундовой Наталии Викторовны, а в 1984 — балетмейстерский факультет ГИТИСа по специальности балетмейстер-репетитор.
С 1968 по 1994 — солистка и прима-балерина Национального академического театра оперы и балета Украины имени Тараса Шевченко.
Ещё будучи студенткой последнего курса училища, дебютировала на сцене театра в сольной партии Больших Лебедей в балете «Лебединое озеро».
В 1969 исполнила свою первую балеринскую партию в балете «Шопениана».
В 1995 – 2000 — солистка и педагог-репетитор Киевского музыкального театра для детей и юношества.
В 2000 – 2002 — преподаватель истории балета и методики преподавания классического танца в Киевском театральном институте им. Карпенко-Карого.
С 2002 — балетмейстер-репетитор Национальной оперы Украины. Среди её учениц — Елизавета Чепрасова, Анна Муромцева, Юлия Москаленко, Алиса Воронова, Анастасия Шевченко, Вероника Гордина, Наталья Лазебникова.

Р. А. Хилько с ученицами

## Награды и звания
- 1973 — Заслуженная артистка Украинской ССР
- 1978 — Международный конкурс артистов балета в Варне — золотая медаль
- 1978 — Народная артистка Украинской ССР

## Репертуар
«Баядерка» — Никия
«Дон Кихот» — Китри

«Лебедь» на музыку К. Сен-Санса

«Лебединое озеро» — Одетта-Одиллия
«Раймонда» — Раймонда

«Шопениана» с В. Ковтуном

«Спартак» в хореографии Анатолия Шекеры — Эгина
«Щелкунчик» — Клара (Маша)
«Кармен-сюита» — Кармен
«Спящая красавица» — Аврора
«Жизель» — Жизель
«Сильфида» — Сильфида
«Лесная песня» М.Скорульского — Мавка
«Ольга» Е.Станковича — Ольга
«Бахчисарайский фонтан» — Мария
«Легенда о Любви» — Мехмене-Бану, Ширин
«Девушка и Смерть» — Девушка
«Дафнис и Хлоя» — Хлоя
«Чиполлино» — Магнолия

«Раиса Хилько окончила учебу в Киевском хореографическом училище практически сформированной балериной. Её педагог, известная балерина Наталья Верекундова, ученица Агриппины Вагановой, сумела не только вышколить в ней технику академического танца, развить артистизм, грациозность и кантиленность каждого движения, ощущение арабеска как исполнительской основы последующих классических партий, но и, возможно, передала самое главное в сложном танцевальном мастерстве — выражать мир героини через внутреннее переживание, слияние танца с драматургией музыки… Хилько была одной из самых музыкальных балерин своего времени, созданные ею образы — и не только в классических спектаклях — растворялись в музыке, несли её сущность. Не случайно некоторые критики называли балерину «скрипкой спектакля». И до сих пор благодарные почитатели таланта любимицы музы танца вспоминают её исполнение партий Никии, Сильфиды, незабываемой по глубине поэтического выражения Мавки… И в то же время она была яркой в раскрытии характеров с драматичным наполнением, как Мария в «Бахчисарайском фонтане», Ольга в одноименном балете, Ширин, Мехмене-бану в «Легенде о любви», Ведьма по чеховскому сюжету на музыку Дж. Гершвина…».— В.Д.Туркевич
Участвовала в постановках известных хореографов, среди которых А.Шекера, О.Виноградов, В.Литвинов, Г.Ковтун, Г.Майоров, Р.Клявин, М.-Э.Мурдмаа.

Р. Хилько и В.Видинеев в балете «Спящая красавица»

На протяжении своей творческой карьеры танцевала с такими партнерами, как В.Некрасов, С.Лукин, В.Ковтун, В.Федотов, Н.Прядченко, В.Федорченко, В.Видинеев, А.Ратманский и др.

## Гастроли
Как приглашённая солистка и в составе коллектива Национальной оперы Украины гастролировала в Японии, Италии, Испании, Франции, Германии, Португалии, Венгрии, Болгарии, Египте, Аргентине, Бразилии, Перу, Никарагуа и других странах.